# Лачинов, Михаил Фёдорович
Михаи́л Фёдорович Лачи́нов (1868 — 1914) — член IV Государственной Думы от Тамбовской губернии, священник.

## Биография
В 1891 году окончил Тамбовскую духовную семинарию и поступил на епархиальную службу в селе Песковатка Липецкого уезда. В 1895 году был рукоположен в священники к церкви села Остроуховка Тамбовского уезда.
В 1912 году был избран членом Государственной думы от Тамбовской губернии. Входил во фракцию русских националистов и умеренно-правых (ФНУП). Состоял членом комиссии по делам православной церкви.
Умер в 1914 году в своей епархии.

## Семья
Был женат, имел семеро детей.